# Black Cube
Black Cube (Блэк Кьюб) — международная частная разведывательно-аналитическая компания, филиалы которой находятся в Тель-Авиве, Лондоне и Мадриде. Фирма основана в 2010 г. бывшими сотрудниками Израильских разведывательных служб. Её сотрудниками являются бывшие работники израильских спецслужб, в особенности — Моссада, Шабака и Амана, аналогичных ГРУ, ФСБ и СВР.
Основной бизнес Black Cube, по собственным утверждениям, состоит в сопровождении юридических процессов и предоставлении информации и доказательств в арбитражных судах по всему миру. Black Cube также занимается поиском активов. Предоставленная информация собирается самыми различными способами.

## Известные случаи

### Случаи сбора и анализа доказательств
В 2011 году Black Cube предоставили свои услуги англо-иранскому бизнесмену в области недвижимости Винсенту Ченгизу в ряде случаев, в том числе поддерживая борьбу Ченгиза против британского бюро по расследованию случаев серьёзного мошенничества (SFO), которое обвинила его в крахе исландского банка Kaupthing Black Cube проанализировали взаимоотношения между работниками банка, адвокатами, отвечающими за процедуру банкротства и государственными инстанциями, связанными с крахом банка, и помогли адвокатам Ченгиза успешно опротестовать действия SFO, в результате чего судья объявил действия SFO противозаконными. После этого расследования суд в 2014 году постановил, что SFO должно заплатить более £ 3 млн Ченгизу и также принести официальные извинения.
В 2014 году Black Cube был нанят для оказания помощи Каменоломням Кфар-Гилади в их споре с Caeserstone (NASDAQ: CSTE). Black Cube вовлек инженера Caesarstone в разговор во время группового велосипедного путешествия в Кфар-Гилади. В ходе записи инженер противоречил утверждениям, которые были сделаны Caeserstone в ходе арбитражного разбирательства с Кфар Гилади. После шести лет осуждений Израильский судья присудил Caeserstone к выплате более 14 миллионов долларов в качестве компенсации Кфар Гилади.
В 2015 году Black Cube помог тайваньскому бизнесмену Нобу Су, владельцу судоходной компании TMT, в его попытках получить разрешение на апелляцию решения 2014 года в пользу Lakatamia Shipping, в котором Су был привлечен к ответственности на сумму почти в $47 млн. Black Cube предоставил юридической команде Су информацию, согласно которой 20 % от суммы иска было требованием компании Slagen Shipping, которая прекратила свою деятельность в момент подачи иска. То, что один из истцов был неспособен действовать в качестве заявителя, позволило значительно уменьшить оценку иска и подать апелляцию.
В мае 2020 года Black Cube представила от имени израильского миллиардера Бени Штейнмеца в суд Нью-Йорка доказательства того, что бразильская металлургическая компания Vale SA скрыла важную информацию о лицензии на добычу полезных ископаемых в Гвинее, полученной Штейнмецем. Black Cube собрала записи с высшим руководством Vale, которые признали, что Vale предполагала, что лицензия на добычу была получена незаконно, когда они заключали контракт. Также, высшее руководство признало, что Vale искала способ выйти из сделки со Штейнмецем, так как она не была финансово выгодна. В Феврале 2022 года после поданных доказательств Vale отозвала иск в размере 1,2 миллиарда долларов против Штейнмеца.
В марте 2021 года, Изабель душ Сантуш, дочь бывшего президента Анголы Жозе Эдуарду душ Сантуша, подала в рамках судебного разбирательства в Лондоне, записи и доказатальства собранные Black Cube, которые указывали на то, что правительство Анголы ведет кампанию против Изабель душ Сантуш, основывающуюся на личной неприязни. В рамках этой компании, как показывают собранные материалы, были целенаправленно задействованы ресурсы государства Ангола, а также выявлена системная коррупция в эшелонах власти.

### Случаи по раскрытию мошенничества
В 2016 году Black Cube участвовал в разоблачении взяточничества и коррупции в рамках ряда итальянских арбитражей между AmTrust (NASDAQ: AFSI) и итальянцем Антонио Сомма на общую сумму 2 млрд евро. Сомма признался агентам компании, что он может контролировать арбитражные решения, и что у него есть договор с председателям арбитражного суда о 10 % комиссии от любых денег, которые ему присудят. После вывода Black Cube арбитр был уволен, и в июле 2016 года обе стороны достигли урегулирования на сумму 60 миллионов евро вместо первоначального требования в размере 2 млрд евро.
В 2016 году Alstom (EPA: ALO) и Afcon (TASE: AFHL) пригласили Black Cube, для помощи в их споре по поводу попытки мошенничества в многомиллионном тендере по электрификации израильской железной дороги, который выиграла испанская компания SEMI. Black Cube представил результаты бесед официальных лиц из израильской железной дороги, в которых обсуждались нарушения, допущенные в ходе тендера. Основываясь на этой информации, в январе 2018 года Верховный суд Израиля выпустил судебное решение o компромиссе, согласно которому работа на железной дороге будет разделена между всеми тремя компаниями и что работа клиентов Black Cube будет оценена в 580 миллионов NIS, после того, как они изначально проиграли заявку.
Случаи по раскрытию коррупции
В октябре 2019 года было опубликовано, что Black Cube обнаружила доказательства коррупции высокопоставленных чиновников мексиканской государственной нефтегазовой и нефтехимической компании Пемекс. Информация была представлена в рамках судебного процесса между мексиканской компанией по бурению нефтяных месторождений Oro Negro и Пемекс, в которой утверждалось, что Пемекс довела Oro Negro до банкротства, когда Oro Negro отказалась платить взятки. Доказательства о коррупции в госпредприятии Мексики на всех уровнях управления, вплоть до совета директоров были также представлены министерству юстиции США в их расследовании компании Пемекс.

### Случаи отслеживания активов
Black Cube был нанят самым большим израильским банком ХаПоалим, (Bank Hapoalim) (TASE: POLI), чтобы проследить активы покойного израильского бизнесмена Моти Зиссера (Motti Zisser), которые оставил большой долг перед банком. Black Cube предоставил информацию о многих активах в Европе, которые были переданы от г-на Зиссера его сыну Дэвиду через сложную цепь компаний. В частности, были обнаружены сеть гостиниц в Брюсселе, гостиничный и торговый район Амстердама, апартаменты в Страсбурге и компания в Гонконге. В результате информации, собранной Black Cube, банк ХаПоалим получил судебное заключение, по которому банк смог осуществить эффективное замораживание всех активов семейства Зиссер. По завершении судебного процесса обе стороны пришли в феврале 2018 года к соглашению, согласно которому наследники Зиссера должны заплатить почти 95 млн. шекелей банку ХаПоалим.

## Спорные ситуации

### Обвинения в фишинге
В апреле 2016 года два сотрудника компании были арестованы в Бухаресте по подозрению в шпионаже, фишинге и кибер-преследовании главного прокурора румынского национального антикоррупционного управления Лауры Кодруцы Кёвеши и близких ей людей. впоследствии сотрудники Black Cube были освобождены и возвращены в Израиль через несколько месяцев. Во время ареста Black Cube отрицал любые нарушения, заявляя, что они работают по контракту с высшими политическими силами в Бухаресте и что «все сотрудники Black Cube следуют букве закона, а обвинения против них являются необоснованными и не соответствуют действительности».

### Обвинения в шпионаже за жертвами насилия
В ноябре 2017 года Ронан Фарроу сообщил в The New Yorker, что исполнительный продюсер Харви Вайнштейн нанял Black Cube. Контракт между сторонами был подписан в октябре 2016 года, указанная цель проекта была проверка и выяснение, кто стоит за негативной кампанией чёрного пиара, против Вайнштейна. Изначально считалось, что стоящие за кампанией являются конкурентами или другими заинтересованными сторонами в фирме производителя, Мирамакс. В первые месяцы проекта Black Cube преуспел в своих усилиях, но после того, как начались подозрения в отношении достоверности обвинений в насилии, Black Cube перестала работать над проектом.

### Обвинения в политически мотивированным шпионаже
В мае 2018 года Black Cube опроверг сообщения американских СМИ о том, что администрация Трампа наняла Black Cube для сбора информации о администрации бывшего президента США, Барака Обамы. Black Cube заявила, что компания не имеет никакого отношения к правительству Трампа, Республиканской партии, партнерам Трампа или к Совместный всеобъемлющий план действий. Согласно статье газеты Гаарец, деятельность компании в рамках этого кейса была направлена на поиск активов Ирана, чтобы их взыскать в пользу пострадавших от деятельности ХАМАСа, в соответствии с постановлением суда США, обязавшему Иран выплатить компенсацию пострадавшим и родственникам убитых.

## Международный консультативный совет
Black Cube, консультируется со специалистами в области разведки, технологии и безопасности для продвижения своей деятельности. Так например, было опубликовано, что владелец Black Cube, Дан Зорелла, проконсультировался с Меиром Даганом, до того как он дал согласие на проведение проекта в Румынии против Кёвеши. Ниже приведены члены международного консультативного совета на сегодняшний день.
- Эфраим Галеви — бывший глава Моссада, и бывший глава Совета Национальной Безопасности Израиля.
- Иоханан Данино — Бывший начальник израильской полиции, Генерал-лейтенант полиции
- Гиора Айленд — Генерал Майор, Армия Обороны Израиля, руководитель управления национальный безопасности, глава директората боевого планирования
- Ашер Тишлер — президент Колледжа Академического Образования
- Пол Рейниерс — Старший партнёр PWC, в Англии
- Голан Малка — Подполковник, Армия Обороны Израиля. Вице-президент Nice Systems
- Итиель Мааяан — старший консультант в Microsoft
- Мати Лешем — Бригадный генерал, Армия Обороны Израиля, Танковые Войска